# Office d'administration des biens juifs
L'Office d'administration des biens juifs, en allemand : Dienststelle zur Verwaltung des Judenvermögens, en grec moderne : Υπηρεσία Διαχειρίσεως Ισραηλιτικών Περιουσιών (ΥΔΙΠ)/ Ypiresía Diachiríseos Israilitikón Periousión (YDIP), est une autorité créée en 1943, au moment de l'occupation allemande de la Grèce pour l'administration et l'exploitation des biens juifs. Après la Seconde Guerre mondiale, elle est chargée de la restitution des biens ayant appartenu aux juifs.

## Occupation

### 1943: Thessalonique
La Grèce est envahie et occupée lors de la campagne des Balkans, en 1941. Le 6 février 1943, l'Armée allemande, dirigée par Alois Brunner et Dieter Wisliceny, arrive à Thessalonique pour organiser la déportation et l'extermination des Juifs de la région de Thessalonique et de la mer Égée. Les Juifs sont déplacés dans un ghetto spécialement créé sur ordre de l'administration allemande de la Wehrmacht et les commerçants et locataires juifs sont contraints d'afficher l'étoile jaune sur leurs magasins et appartements. Ils doivent laisser leurs biens derrière eux. Ceux-ci sont enregistrés par des unités allemandes et chargés sur des camions. Les biens immobiliers sont occupés par des officiers allemands, des collaborateurs grecs et des réfugiés grecs des zones de la Grèce occupées par les Bulgares.
Le gouverneur général grec de Macédoine, Vasilios Simonidis, ordonne aux autorités grecques inférieures de soutenir le Sonderkommando d'Eichmann et préconise la distribution des biens juifs parmi les réfugiés grecs de la zone d'occupation bulgare.
Le 8 mars, l'Office d'administration des biens juifs est créé à l'instigation du conseiller d'administration de la guerre Max Merten (administration de la Wehrmacht de Salonique) et du gouverneur général de Macédoine Simonidis afin d'administrer les biens des étrangers dits ennemis, mais aussi amis. Le chef du service est l'avocat Elias Douros. Issu du cadastre de Thessalonique, le bureau a déjà acquis une expérience pratique dans la réglementation des biens musulmans laissés sur place après la guerre turco-grecque de 1919 à 1922 et les réinstallations ethniques qui ont suivi. Il est initialement subordonné à l'administration de la Wehrmacht allemande, puis au directeur ministériel Mavraganis du ministère grec des finances.
Au début du mois de mars 1943, le plan de déportation des Juifs entre dans sa phase finale. Tous les Juifs doivent donner des détails sur leurs biens et remettre les clés de leurs magasins au YDIP. L'YDIP doit trouver des "administrateurs" provisoires pour les biens juifs. Entre-temps, les soldats grecs orthodoxes et allemands ont tellement pillé que Douros se plainit de ne pouvoir enregistrer correctement qu'un tiers des entreprises juives (environ 600 sur 1898). Au total, l'YDIP est responsable de l'exploitation de 2 300 magasins et de plus de 10 000 appartements. Dans la sélection des "administrateurs", l'administrateur de guerre Max Merten de la Wehrmacht est fréquemment intervenu. Lors du procès d'Athènes, en 1959, selon les calculs du Conseil central juif, il est accusé de s'être enrichi au passage de plus de 1,5 million de souverains d'or.

### 1944: Dans le reste de la Grèce
Après l'armistice de Cassibile, en septembre 1943, le Reich allemand prend le contrôle des zones de Grèce anciennement occupées par l'Italie et planifie la déportation des Juifs qui s'y trouvent, jusque-là sous protection italienne. En 1944, avec la loi n° 1180, le gouvernement d'Ioánnis Rállis  confie à l'office d'administration des biens juifs, l'administration des biens juifs dans le reste de la Grèce. Deux jours avant l'évacuation d'Athènes par le Reich allemand, le gouvernement grec rebaptise le KYDIP en Office central pour le règlement et la restitution des biens juifs. Ceci afin de donner l'impression d'une plus grande légitimité.

## Après-guerre

### Restitutions
À la fin du mois d'octobre 1944, deux semaines après la libération d'Athènes, une loi est adoptée stipulant que tous les biens confisqués devaient être restitués à leurs propriétaires légitimes. Cette loi n'abolit pas le YDIP, mais confirme sa compétence. Alors que le ministère grec des Affaires étrangères tente d'intégrer les affaires juives dans les négociations sur les réparations par l'Allemagne dans l'intérêt national, l'armée et le système judiciaire grecs n'appliquent pas la demande de restitution juive aux Grecs orthodoxes. En outre, le ministère des affaires étrangères tente de retarder le retour des survivants grecs des camps de concentration.
Michael Molho fait remarquer que la restitution du KYDIP dans les anciens territoires occupés par l'Italie correspond dans une large mesure à ce qui ne s'est guère produit avec les biens juifs confisqués à Thessalonique. Rena Molho affirme qu'en 1953, les survivants juifs de Thessalonique n'ont pu obtenir la restitution que de 543 maisons et appartements, 18 casernes et 51 magasins.

### Révision de la collaboration
Avec la formation d'un tribunal spécial pour les collaborateurs à Thessalonique, au printemps 1945, les profits conservées dans les dossiers de l'YDIP et leurs destinataires sont également devenus pertinents. Les Juifs survivants de retour au pays exigent la punition de ces « collaborateurs nazis », mais en raison de la guerre civile grecque, l'État décide de considérer de nombreux « administrateurs » comme de précieux anticommunistes qui pourraient faire carrière après la guerre. De nombreux administrateurs réussissent à faire valoir une seconde fois leur droit sur les biens des Juifs et à les conserver.